# Molnebo–Morgongåfva jernväg
Molnebo–Morgongåfva jernväg var en smalspårig järnväg som byggdes åren 1872–1873 från Molnebo till Morgongåva. Till att börja med drogs vagnarna av hästar, men senare köptes ett tvåaxlat lokomotiv in. Banan, med spårvidden 785 mm, förlängdes senare med ett trallspår till Axsjön, där pråmar med malm kunde omlastas.